# 大韓民國臨時憲章
大韓民國臨時憲章 (대한민국 임시 헌장)，是大韓民國臨時政府所使用的初代憲法。該憲章由趙素昂在上海金神父路拟定，公布於1919年4月11日。原文使用漢諺混寫。